# Valle de Ayora
Die Comarca Valle de Ayora ist eine der 16 Comarcas in der Provinz Valencia der Valencianischen Gemeinschaft.
Die im Südosten gelegene Comarca umfasst 7 Gemeinden auf einer Fläche von 1.141,15 km².

## Gemeinden
| Gemeinde               | Einwohner (2024) | Fläche km² | Dichte Einw./km² | Cod INE | Postleitzahl |
| ---------------------- | ---------------- | ---------- | ---------------- | ------- | ------------ |
| Ayora                  | 5.284            | 446,58     | 12               | 46044   | 46620        |
| Cofrentes              | 1.123            | 103,18     | 11               | 46097   | 46625        |
| Cortes de Pallás       | 758              | 233,01     | 3                | 46099   | 46199        |
| Jalance                | 803              | 94,77      | 8                | 46142   | 46624        |
| Jarafuel               | 757              | 103,09     | 7                | 46144   | 46623        |
| Teresa de Cofrentes    | 605              | 110,80     | 5                | 46239   | 46622        |
| Zarra                  | 386              | 49,72      | 8                | 46263   | 46621        |
| Comarca Valle de Ayora | 9.716            | 1.141,15   | 9                | –       | –            |

## Geschichte
Mit der erobernden Ausdehnung der mittelalterlichen christlichen Königreiche kam es im Kampf um den Besitz des Tals häufig zu Auseinandersetzungen zwischen Kastilien und Aragón, und diese Ländereien wechselten häufig den Besitzer und fielen gelegentlich an ihre muslimischen Oberherren zurück. Diese Begegnungen und Grenzstreitigkeiten wurden mit der endgültigen Rückeroberung durch König Jakob I. beigelegt, der das Tal dann im Vertrag von Almizra (1244) an die Krone von Kastilien abtrat und es dem Herrn von Villena, dem Prinzen Manuel von Kastilien, überließ. Es blieb bis 1281 Teil der Krone Kastiliens, mit der Unterzeichnung des Vertrages von Campillo zwischen dem kastilischen König Alfons X. und Peter III.  von Aragón, durch den das Tal als Kriegsentschädigung für die geleistete Hilfe bei der Befriedung des maurischen Aufstandes an die Krone von Aragon zurückgegeben wurde. Die endgültige Eingliederung des Tals in das Königreich Valencia erfolgte jedoch erst mit der Unterzeichnung des Abkommens von Elche im Jahr 1305.